# Клостермансфельд
Клостермансфельд (нім. Klostermansfeld) — громада в Німеччині, розташована в землі Саксонія-Ангальт. Входить до складу району Мансфельд-Зюдгарц. Складова частина об'єднання громад Мансфельдер-Грунд-Гельбра.
Площа — 8,80 км2. Населення становить 2265 ос. (станом на 31 грудня 2021).

## Галерея

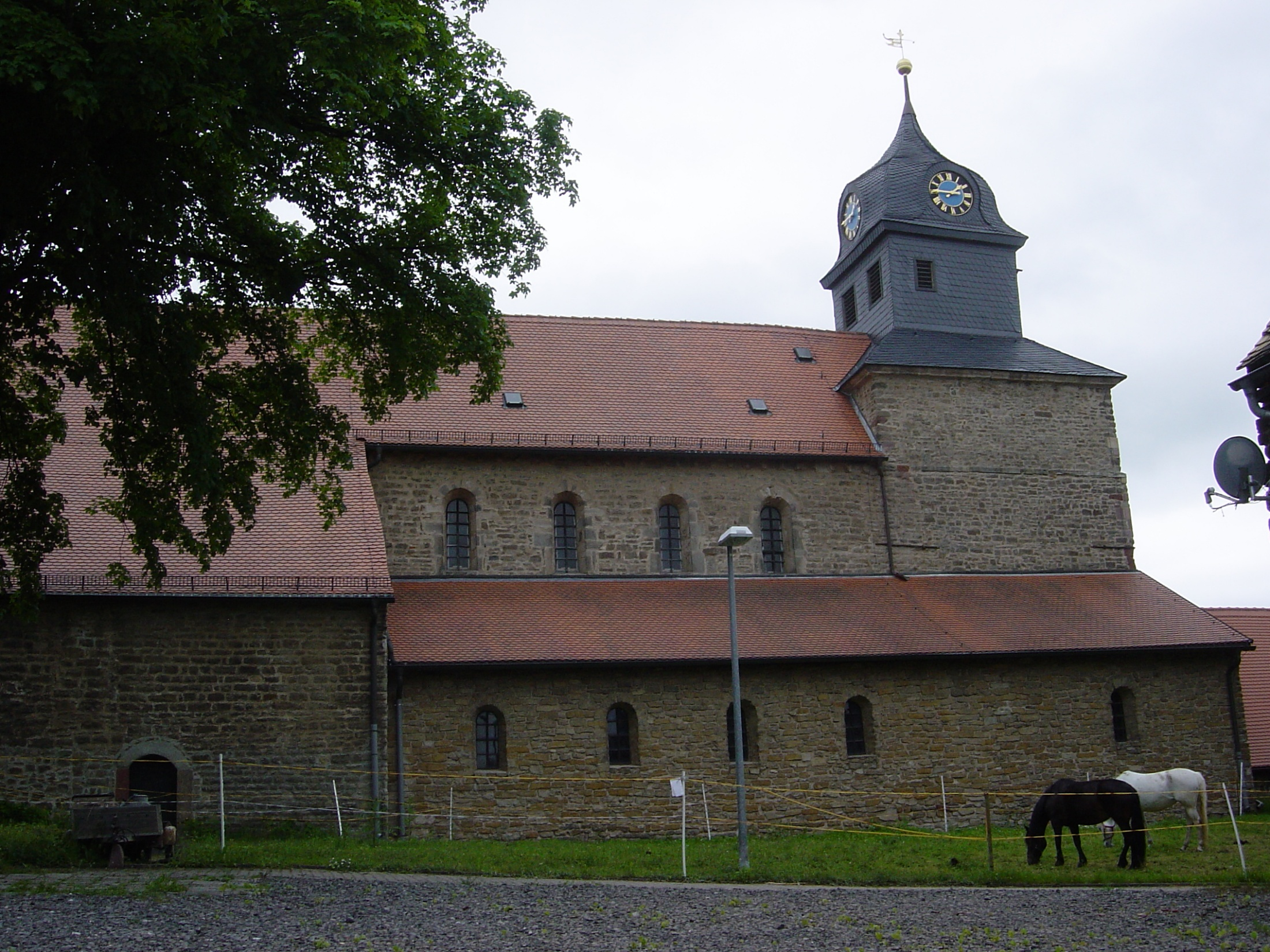
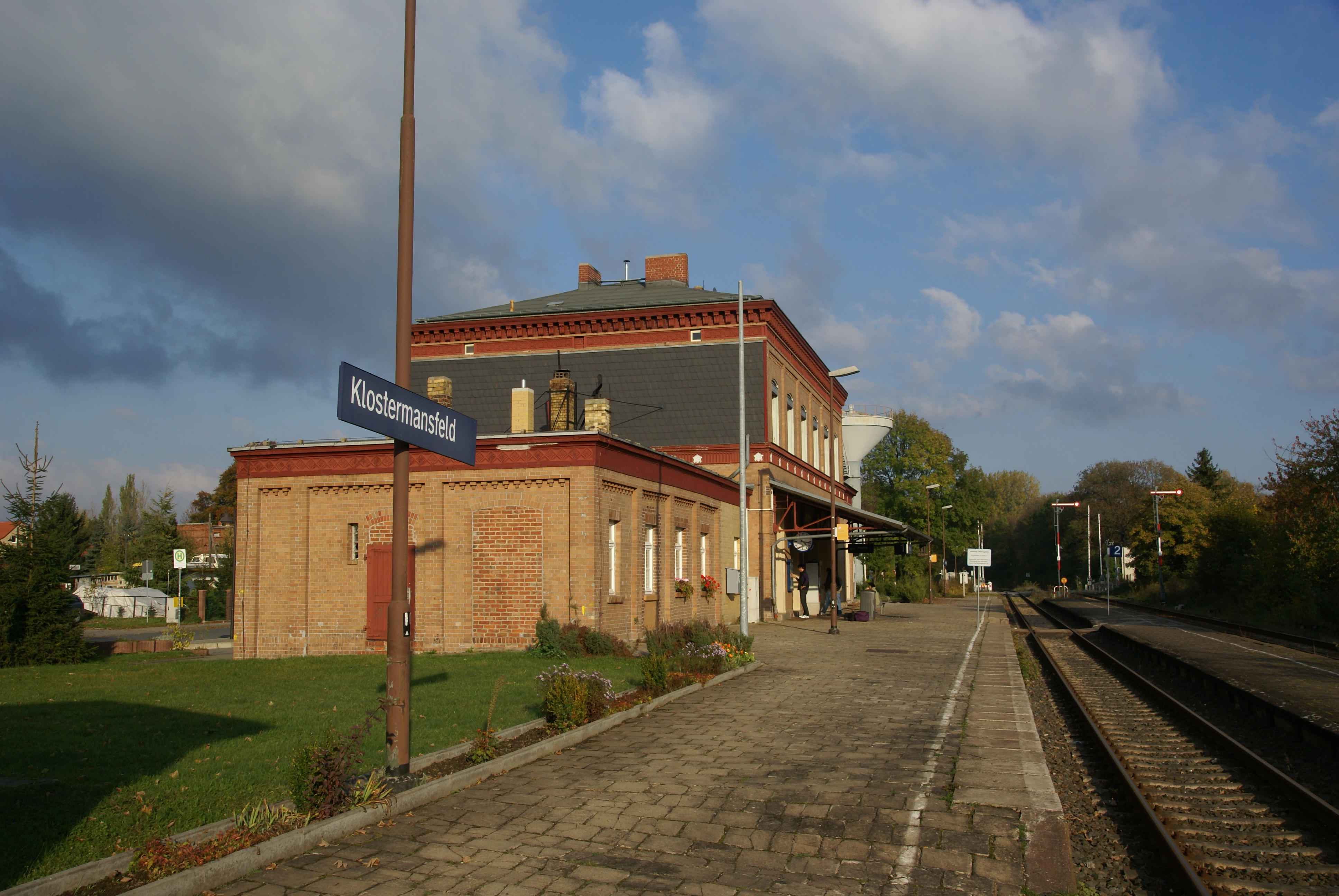